# Hermann Drewitz
Hermann Drewitz (Coswig (Anhalt), 18 september 1887 - Berlijn-Schmargendorf, 25 januari 1955), was een Duits politicus.

## Biografie
Hermann Drewitz bezocht de middelbare school in Coswig en volgde daarna een opleiding tot bakker in Dessau. Hij werkte vervolgens als assistent-bakker en daarna, na het afleggen van de meesterproef, als bakker. In 1910 opende hij een eigen bakkerij in Berlijn-Mahlsdorf. Tijdens de Eerste Wereldoorlog nam hij als soldaat deel aan de strijd.
Hermann Drewitz was na de Eerste Wereldoorlog betrokken bij de oprichting van de liberale Rijkspartij van de Duitse Middenstand (Reichspartei des deutschen Mittelstandes [Wirtschaftspartei]), een partij die in de jaren 20 van belang was. Van 1920 tot 1931 en van 1932 tot 1933 was hij voorzitter van deze partij. Van 1919 tot 1921 was hij lid van de gemeenteraad van Berlijn en van 1921 tot 1924 was hij lid van de Pruisische Landdag (Preußische Landtag). Bij de Rijksdagverkiezingen van december 1924 werd hij voor de WP in de Rijksdag (Reichstag) gekozen. Tot juli 1931 bleef hij lid van de Rijksdag en was al die tijd fractievoorzitter van de WP.
Hermann Drewitz zat na de machtsovername van de nazi's (1933) meerdere malen gevangen. Na de Tweede Wereldoorlog sloot hij zich aan bij de Christlich Demokratische Union Deutschlands (Christelijk Democratische Unie, CDU). Hij was van 1946 tot 1954 lid van het Huis van Afgevaardigden van Berlijn (Abgeordnetenhaus von Berlin).
Hij overleed op 67-jarige leeftijd, op 25 januari 1955 in Berlijn-Schmargendorf.